# Lallemandana guamensis
Lallemandana guamensis är en insektsart som beskrevs av Metcalf 1962. Lallemandana guamensis ingår i släktet Lallemandana och familjen spottstritar. Inga underarter finns listade i Catalogue of Life.